# Lee Geung-young
Lee Geung-young (en hangul, 이경영; nacido en Hongcheon el 12 de diciembre de 1960) es un actor surcoreano.

## Carrera
Se graduó del Departamento de Drama en Seúl. Debutó en 1977 y después de completar su servicio militar obligatorio, debutó en 1982 como décimo actor de relaciones públicas de la Corporación de Radiodifusión de Corea (KBS), se convirtió en actor de doblaje durante un año y volvió a ingresar a su carrera en KBS durante 1983. Ese mismo año, debutó como actor en el drama "Ordinary People". También escribió y dirigió las películas The Gate of Destiny (1996) y The Beauty in Dream (2002). 
En enero de 2020 se anunció que se había unido al elenco recurrente de la serie Hienas, donde dará vida a Song Pil-joong, el CEO de la famosa firma de abogados "Song & Kim", un hombre con una sonrisa amable y un corazón frío.

## Filmografía
*Nota; toda la lista está referenciada.
**Lista parcial

### Películas
| Año  | Título en inglés                     | Rol                                                    |
| ---- | ------------------------------------ | ------------------------------------------------------ |
| 2021 | Sweet & Sour                         | Conserje del edificio de oficinas (aparición especial) |
| 2019 | Black Money                          | Lee Kwang-joo                                          |
| 2019 | Race to Freedom: Um Bok Dong         |                                                        |
| 2018 | The Cyclist King                     |                                                        |
| 2018 | Monstrum                             | Sim Woon                                               |
| 2018 | Snatch Up                            | Killer Park                                            |
| 2018 | Gate                                 | Jang-choon                                             |
| 2017 | Steel Rain                           | Kim Kyung-young                                        |
| 2017 | Along with the Gods: The Two Worlds  | Gran rey de los sentidos                               |
| 2017 | Man of Will                          | Lee Jae-jeong                                          |
| 2017 | The Battleship Island                | Yoon Hak-cheol                                         |
| 2017 | Real                                 | Noh Yeom                                               |
| 2017 | The Merciless                        | Byung-chul                                             |
| 2017 | The Mayor                            | Jeong Chi-in                                           |
| 2017 | The Prison                           | Manager Bae                                            |
| 2017 | New Trial                            | Abogado                                                |
| 2017 | I'm Doing Fine in Middle School      | Taoísta Baek-woon                                      |
| 2016 | Misbehavior                          | Presidente del consejo                                 |
| 2016 | Pandora                              | Primer Ministro                                        |
| 2016 | The Great Actor                      | Cannes Park                                            |
| 2015 | Inside Men                           | Jang Pil-woo                                           |
| 2015 | The Magician                         |                                                        |
| 2015 | The Long Way Home                    | Teniente Yoo                                           |
| 2015 | Untouchable Lawmen                   | Detective Wang                                         |
| 2015 | The Beauty Inside                    | Padre de Woo-jin                                       |
| 2015 | Memories of the Sword                | Profesor                                               |
| 2015 | Assassination                        | Kang In-gook                                           |
| 2015 | Minority Opinion                     | Park Jae-ho                                            |
| 2015 | Perfect Proposal                     | Kim Seok-gu                                            |
| 2015 | Chronicle of a Blood Merchant        | Padre de Heo Ok-ran                                    |
| 2014 | Fashion King                         | Padre de Won-ho                                        |
| 2014 | Whistle Blower                       | Lee Jang-hwan                                          |
| 2014 | Tazza: The Hidden Card               | Kko-jang                                               |
| 2014 | The Pirates                          | So-ma                                                  |
| 2014 | Kundo: Age of the Rampant            | Ddaeng-choo                                            |
| 2014 | Mr. Perfect                          | Director                                               |
| 2014 | Venus Talk                           | Choi Sung-jae                                          |
| 2014 | Another Promise                      | Kyo-ik                                                 |
| 2014 | Genome Hazard                        |                                                        |
| 2013 | Hwayi: A Monster Boy                 | Im Hyung-taek                                          |
| 2013 | The Terror                           | Cha Dae-eun                                            |
| 2013 | A Journey with Korean Masters        | Lee Heon-ik                                            |
| 2013 | New World                            | Seok Dong-chool                                        |
| 2013 | The Berlin File                      | Ri Hak-soo                                             |
| 2012 | China Blue                           |                                                        |
| 2012 | 26 Years                             | Kim Gap-se, empresario y antiguo soldado               |
| 2012 | National Security                    | Lee Du-han                                             |
| 2012 | A Company Man                        | Ban Ji-hoon                                            |
| 2012 | A Millionaire on the Run             | Congresista Park                                       |
| 2012 | The Concubine                        | jefe eunuco                                            |
| 2012 | Spring, Snow                         |                                                        |
| 2012 | Unbowed                              | Juez Lee Tae-woo                                       |
| 2011 | Countdown                            | Jo Myung-suk                                           |
| 2011 | Hindsight                            | Jefe de banda de gánsteres Baek                        |
| 2011 | War of the Arrows                    | Kim Mu-seon                                            |
| 2011 | Moby Dick                            | Profesor Jang                                          |
| 2011 | Sunny                                | Adulto Joon-ho                                         |
| 2011 | Be My Guest                          | Mr. Kim                                                |
| 2010 | A Better Tomorrow                    | Lieutenant Park                                        |
| 2009 | Paju                                 | Gangster boss                                          |
| 2008 | The Divine Weapon                    | Geum-oh                                                |
| 2007 | The Mafia, the Salesman              | Head monk                                              |
| 2007 | Someone Behind You                   | Padre de Ga-in                                         |
| 2007 | Meet Mr. Daddy                       |                                                        |
| 2005 | The Windmill Palm Grove              | Deep-sea fishing boat captain Choi                     |
| 2002 | Family                               | Choi Mu-yeong                                          |
| 2002 | Forgive Me Once Again Despite Hatred | Ahn Ji-hwan                                            |
| 2002 | The Beauty in Dream                  | Lee Yoon-ho                                            |
| 1998 | First Kiss                           | Editor                                                 |
| 1998 | The Happenings                       | Old timer                                              |
| 1998 | Film-making                          | Harvey                                                 |
| 1997 | Baby Sale                            | Sang-joon                                              |
| 1996 | The Gate of Destiny                  | Jwa Eun-keom                                           |
| 1996 | Corset                               | Han Sang-woo                                           |
| 1995 | Terrorist                            | Sa-hyun                                                |
| 1994 | Young Lover                          | Eun-woo                                                |
| 1994 | Rules of the Game                    | Man-soo                                                |
| 1994 | Out to the World                     | Geung-young                                            |
| 1994 | Rosy Day                             | Myung-ho                                               |
| 1993 | That Woman, That Man                 | Chang                                                  |
| 1993 | In Your Name When the Morning Comes  | Jun-yeong                                              |
| 1993 | General Hospital of Love             | Park Min-woo                                           |
| 1992 | Dinosaur Teacher                     | Kim Young-woong                                        |
| 1992 | White Badge                          | Pyon Chin-su                                           |
| 1991 | Death Song                           | Hong Nan-pa                                            |

### Televisión
| Año  | Título                       | Rol                 | Cadena       | Ref.          |
| ---- | ---------------------------- | ------------------- | ------------ | ------------- |
| 2024 | Bitter Sweet Hell            | Padre de Jae-jin    | MBC          | [ 10 ]        |
| 2023 | Moon in the Day              |                     | ENA          | [ 11 ]        |
| 2023 | Queenmaker                   |                     | Netflix      | [ 12 ]        |
| 2022 | Adamas                       | Kwon Jae-yoo        | tvN          | [ 13 ]        |
| 2022 | Doctor Lawyer                | Gu Jin-gi           | MBC          | [ 14 ]        |
| 2022 | Why Her                      | Han Seong-beom      | SBS TV       |               |
| 2022 | The King of Pigs             | Choi Seok-ki        | tvN          |               |
| 2022 | Again My Life                | Jo Tae-seob         | SBS          | [ 15 ]        |
| 2021 | The Veil                     | Lee In-hwan         | MBC          |               |
| 2021 | Vincenzo                     | Park Seung-joon     | tvN, Netflix |               |
| 2020 | The World of the Married     | Yeo Byung-gyu       | JTBC         |               |
| 2020 | Hienas                       | Song Pil-joong      | SBS          | [ 16 ] [ 17 ] |
| 2019 | Vagabond                     |                     | SBS          | [ 18 ]        |
| 2019 | Haechi                       | Min Jin-won         | SBS          | [ 19 ]        |
| 2018 | Room No. 9                   |                     | tvN          | [ 20 ]        |
| 2018 | Misty                        | Jang Gyu-seok       | JTBC         |               |
| 2017 | Argon                        | Lee Geun-hwa        | tvN          | [ 21 ]        |
| 2017 | Forest of Secrets (Stranger) | Lee Yoon-beom       | tvN          |               |
| 2017 | The Bride of Habaek          | Dae Sa-je           | tvN          |               |
| 2015 | Hidden Identity              | Ghost, NIS Director | tvN          |               |
| 2015 | D-Day                        | Park Gun            | jTBC         |               |
| 2015 | Sense8                       | Kang-dae Bak        | Netflix      |               |
| 2014 | Misaeng: Incomplete Life     | Choi Young-hoo      | tvN          |               |
| 2012 | Vampire Prosecutor 2         | Jo Jung-hyun        | OCN          |               |
| 2001 | Blue Mist                    | Yun Sung-jae        | KBS2         |               |
| 2000 | The Thief's Daughter         |                     | SBS          |               |
| 2000 | Fireworks                    | Lee Kang-wook       | SBS          |               |
| 1999 | Love Story "Rose"            |                     | SBS          |               |
| 1999 | Crystal                      |                     | SBS          |               |
| 1998 | Eun-shil                     | Jang Nak-do         | SBS          |               |
| 1998 | Romance                      |                     | SBS          |               |
| 1997 | Snail                        | Byung-do            | SBS          |               |
| 1993 |                              | Kim Ki-soo          | SBS          |               |